# Србислав Денчић
Србислав Денчић (Инђија, 29. јул 1957) је српски генетичар и универзитетски професор на Пољопривредном и Природно матеметичком факултету и на државном Пољопривредном универзитету у Херсону (Украјина). Створио је или учествовао у стварању 122 сорте пшенице и тритикале у бившој Југославији и Србији и 25 сорти пшенице регистроване у иностранству. Аутор је преко 330 научних и стручних радова у страним и домаћим часописима. Написао је и једну монографију.

## Биографија
Рођен је у Инђији од оца Стратимира и мајке Анђелке. Основну школу и класичну гимназију је завршио у Инђији а Пољопривредни факултет у Новом Саду 1978. године. Године 1979. изабран је за асистента на Катедри за генетику и оплемењивање биља, чији је оснивач и тадашњи председник био академик Славко Боројевић. Постдипломске студије је уписао на смеру Генетика и оплемењивање биља које је завршио са просечном оценом 9,7 одбранивши магистарски рад под називом Ефекат густине склопа на фотосинтетичку површину и компоненте приноса код различитих генотипова пшенице 1984. Докторску дисертацију под насловом Генетска анализа архитектуре класа пшенице одбранио је 1989.
Када се Институт за ратарство и повртарство одвојио од Пољопривредног факултета 1995. године, Србислав Денчић је наставио рад у Институту како би се више посвети научном раду. У то време је изабран за координатора за генетику и оплемењивање у Заводу за стрна жита у Институту. Уз то је водио програм оплемењивања пшенице и банке гена у Институту. Такође је предавао на постдипломским студијама на предмету Оплемењивање биљака на Пољопривредном факултету и на Природно матеметичком факултету на групи Оплемењивање организама. У звање научног сарадника је изабран 1990, вишег научног сарадника 1995, а у највише звање изабран је 1999. године. Године 2008. изабран је за редовног професора генетике на државном Пољопривредном универзитету у Херсону (Украјина) где и данас предаје предмет генетику.
Поред рада на факултетима и научног рада био је и руководилац једног међународног и неколико домаћих нучних пројеката, члан ЕЦПГР (европски кооперативни програм за генетске ресурсе), управник Завода за стрна жита у Институту, председник Научног већа Института, координатор за науку и менторство у Институту за ратарство и повртарство и уредник часописа Селекција и Семенарство.
За свој научни рад Србислав Денчић је добио Октобарску награду града Новог Сада у 2000. години. Године 2004. изабран је за дописног члана Војвођанске академије наука и уметности.

### 2008
- Denčić, S., Mladenov, N., Pržulj, N., Kobiljski, B., Hristov, N., Momčilović, V., Rončević, P..  Rezultati višedecenijskog rada na oplemenjivanju strnih žita u Institutu za ratarstvo i povrtarstvo, Novi Sad. „Zbornik radova Instituta za ratarstvo i povrtarstvo”. Novi Sad. 45 (1): 15—31. 2008..
- Denčić, S., Obreht, D., Kobiljski, B., Štatkić, S., Bede, B. (2008). Genetska determiniranost kvaliteta pšenice. Zbornik radova 43. hrvatskog i 3. međunarodnog simpozija agronoma. Opatija 18-21. februara. 278-281.
- Vučurović, V., Pejin, D., Denčić, S. i Fišteš, A. (2008). Uticaj granulacionog sastava mliva kukuruza na prinos bioetanola, trajanje alkoholne fermentacije i stepena iskorišćenja skroba. Proc. XIII Savetov. o biotehnol. Čačak. 357-363.
- Denčić, S., Kobiljski, B. (2008). Results of Half a Century of Wheat Breeding at Institute of Field and Vegetable Crops in Novi Sad. Proc. Internat. Conference „Conventional and Molecular Breeding of Field and Vegetable Crops“. Novi Sad. 377-383.
- Dragovich, A., Imasheva, A., Denčić, S., Kobiljski, B. (2008). Change in Genetic Diversity at Gliadin loci in Triticum aestivum L. cultivars Bred in Two South Europian Countries during Four Decades. Proc. Internat. Conference „Conventional and Molecular Breeding of Field and Vegetable Crops“. Novi Sad. 113-117.
- Kobiljski, B., Denčić, S., Kondi-Špika, A. (2008). Intergration of Conventional and Molecular Wheat Breeding Strategies. Proc. Internat. Conference „Conventional and Molecular Breeding of Field and Vegetable Crops“. Novi Sad. 587-590.

### 2009
- Pejin, D., Mojović, Lj., Vučurović, V., Pejin, J., Denčić, S. and Rakin, M. (2009): Fermentation of wheat and triticale hydrolysates: A comparative study. Fuel 88, 1625-1628.
- Denčić, S., Kobiljski, B., Mladenov, N., Pržulj. : Proizvodnja, prinosi i potrebe za pšenicom u svetu i kod nas. „Zbornik radova Instituta za ratarstvo i povrtarstvo”. Novi Sad. 46. 2009.. no. II, 367-378.
- Kobiljski, B.; Dencic, S.; Kondic-Spika, A.; Lohwasser, U.; Börner, A. (2009). „Locating stable across environment QTL involved in the determination of agronomic characters in wheat”. Cereal Research Communications. 37 (3): 327—333. doi:10.1556/CRC.37.2009.3.1..
- Đurić, V., Denčić, S., Malešević, M. (2009): Uticaj azotne ishrane na svojstva glutena kod pšenice. Selekcija i semenarstvo, vol. XV, br. 1, 18-24.
- Denčić, S., Kobiljski, B., Jestrocić, Z., Orbović, B., Pavlović, M. (2009): Efekat ruskih sorti Bezostaja 1 i Miromovska 808 na selekciju pšenice u Institutu za ratarstvo i povrtarstvo u Novom Sadu. Selekcija i semenarstvo, vol. XV, br. 1, 39-45.
- Kobiljski, B., Denčić, S. and Kondić-Špika, A. (2009): The validation and use of marker-assisted selection in NS wheat breeding program. Book of abstracts, 19th International Triticae Mapping Initiative-3rd COST Tritigen, August 31st – September 4th, Clermont Ferrand, France. pp. 76.

### 2010
- Neumann, K.; Kobiljski, B.; Denčić, S.; Varshney, R. K.; Börner, A. (2011). „Genome-wide association mapping: A case study in bread wheat (Triticum aestivum L.)” (PDF). Molecular Breeding. 27 (1): 37—58. Bibcode:2011MBree..27...37N. S2CID 38830524. doi:10.1007/s11032-010-9411-7.
- Denčić, S., Kobiljski, B., Mladenović, G., Jestrović, Z., Štatkić., Pavlović, M., Orbović, B. 2010: Sorta kao faktor proizvodnje pšenice. Ratarstvo i povrtarstvo, Novi Sad, 47, (1)  317-324.
- Denčić, S., Kobiljski, B., Mladenov, N., Hristov, N., Pržulj, N., Đurić., Jevtić, J., Jerković, Z. 2010: Osobine novosadskih sorti pšenice. XV Međunarodno naučno-stručno savjetovanje agronoma Republike Srpske „Poljoprivreda i hrana – izazovi 21. vijeka”. Zbornik sažetaka, str. 62, Trebinje, 16-19. mart.
- Pržulj, N., Momčilović, V., Denčić, S., Kobiljski, B., Mladenov, N., Hristov, N., Jevtić, J., Jerković, Z., Đurić. 2010: Osobine NS sorti ječma, ovsa i tritikalea. XV Međunarodno naučno-stručno savjetovanje agronoma Republike Srpske „Poljoprivreda i hrana – izazovi 21. vijeka”. Zbornik sažetaka, str. 60-61, Trebinje, 16-19. mart.
- Dencic, S., Mladenov, N., Kobiljski, B., 2010: Effect of cultivar and environment on                                                                                                                                   breadmaking quality in wheat. International Journal of Plant Production. Vol. 5, br. 1, 71-81.
- Базалий, В. В., Денчич, С., Плоткин, С. Я., Бабенко, С. М., Ларченко, О. В., Бойчук, И. В., 2010: Селекционная ценность исходного материала озимой пшеницы сербской селекции и использование его в условиях южной степи украины. Selekc. i semenar. Vol. XVI, br. 1, 7-17.
- Denčić, S., Kobiljski, B. 2010: Impact of CIMMYT programs on wheat breeding at IFVC, Novi Sad. Proc. 8th IWC, St. Petersburg, Rusia, 362-363.
- Kobiljski, B., Borner, A., Kondić-Špika, A., Denčić, S., Trkulj, D., Brbaklić, Lj. 2010: How to validate potentially useful quantitative trait loci for efficient implementation of marker-assisted selection in wheat breeding. Proc. 8th IWC, St. Petersburg, Rusia, 453.

### 2011
- Dencic, S., Mladenov, N., Kobiljski, B. (2011). „Effect of cultivar and environment on breadmaking quality in wheat”. International Journal of Plant Production. 5 (1): 71—82.
- Neumann, K.; Kobiljski, B.; Denčić, S.; Varshney, R. K.; Börner, A. (2011). „Genome-wide association mapping: A case study in bread wheat (Triticum aestivum L.)” (PDF). Molecular Breeding. 27 (1): 37—58. Bibcode:2011MBree..27...37N. S2CID 38830524. doi:10.1007/s11032-010-9411-7..
- Denčić, S., Kobiljski, B., Mladenović, G., Kovačević, N. 2011: Sadašnjost i budućnost NS sortimenta pšenice. Zbor. rad. 45. Savetovanja agronoma Srbije, Zlatibor 30. 1 – 5. 2. 2011, 15-25.
- Denčić, S., Mladenov, N., Kobiljski, B., Štatkić, S. 2011: Proizvodnja semena i sortiment novosadskih sorti pšenice u periodu 1970-2010. Selekcija i semenarstvo, Vol. XVII, 1, 37-50.
- Neumann, K., Kobiljski, B., Denčić, S., Varshney, R. K., Borner, A. 2011: Genome-wide association mapping of agronomic traits in bread wheat. Proc. abstracts 15th Int. EWAC Conference, Novi Sad, Serbia, pp. 20.
- Brbaklić, Lj., Trkulja, A., Kondić-Špika, A., Kobiljski, B., Denčić, S., Mladenov, N., Hristov, N. 2011: Detection of QTLs for important agronomic traits in wheat using association analysis. Proc. abstracts 15th Int. EWAC Conference, Novi Sad, Serbia, pp. 47.
- Malidža, G., Jevtić, R., Rajković, M., Denčić, S. 2011: Uticaj regulatora rasta na poleganje, visinu biljaka i prinos zrna ječma, pšenice i tritikalea. Zbor. rez. XI Savetovanja o zaštiti bilja, Zlatibor, Srbija, 98.

### 2012
- Denčić, S., Momčilović, V., Kobiljski, B., Mladenov, N., Hristov, N., Blagojević, M. (2013): Rezultati postignuti sa NS sortama strnih žita kod nas i u stranim zemljama. Zbornik referata 47. Savetovanja agronoma Srbije, 97-106.
- Denčić, S., DePauw, R., Kobiljski, B., Momčilović, V. „Falling number and rheological properties in wet and dry wheat preharvest periods”. Plant Production Science. 16 (4): 342—351. 2013. S2CID 85368141. doi:10.1626/pps.16.342..
- Kondić-Špika, A., Brbaklić, Lj., Trkulja, D., Aćin, V., Denčić, S., Mladenov, N., Hristov, N., Vass, I., Dudits, D., Pauk, J. (2013): Use of complex stress diagnostic systems to study a combined effect of water nitrogen availability on wheat development. Plant Phenotyping Workshop of the European Plant Phenotyping Network, Sep. 5th Porto Heli, Greece. Abst., p. 8-9.

### 2013
- Hristov N, Mladenov N, Denčić S, Kondić-Špika Ankica, Jocković B, Aćin V (2014): Winter wheat breeding in the lihgt of global climate change. Book of abstracts, V Congress of the Serbian genetic society, Sept 28 – Oct 2, Kladovo-Beograd, 291.
- Aćin V., Denčić S., Hristov N., Mirosavljević M., Jocković B. (2014). „Uticaj različitih doza azota u prihranjivanju i gustine setve na prinos ozimog ječma”. Letopis naučnih radova, Poljoprivredni fakultet, Novi Sad. 38 (1): 46—58. doi:10.5937/lnrpfns1401046A..
- Pržulj, N., Denčić, S., Mladenov, N., Hristov, N., Jevtić, R., Đurić, V., Jerković, Z., Momčilović, V., Aćin, V., Mirosavljević, M., Kovačević, N., Jocković, B., Lalošević, M., Mladenović, G. (2014): Prinos i kvalitet NS sorti strnih žita. Zbornik referata 48. Savetovanja agronoma Srbije, Zlatibor 26. 1 – 1. 2. 2014.
- Kastori, R., Denčić, S., Kadar, I., Maksimović, I., Putnik-Delić, M., Momčilović, V. (2014): Tin concentration in grain of diploid, tetraploid and hexaploid wheats. Proc. 20th Inter. Symp. on Analytical and Enviromental Problems, 22. Sep. 2014. Szeged, Hungary, 83-86.

### 2016
- Hristov, N., Mladenov, N., Denčić, S., Jevtić, R., Jerković, Z., Lalošević, M., Jocković, B., Aćin, V., Mirosavljević, M., Momčilović, V., Gajičić, B., Kovačević, N., Štatkić, S., NS sorte strnih žita za visok prinos i odličan kvalitet. Zbor. ref. 50. Savet. agronoma i poljopr. Srbije, Zlatibor, 2016, 55-65.
- Denčić, S., DePauw, R., Momčilović, V., Brbaklić, LJ., Aćin, V., Comparison of similarity coefficients used for cluster analysis based on SSR markers in sister line wheat cultivars, Genetika 48, 2016, 219-232.
- Mirosavljevic, M., Momcilovic, V., Przulj, N., Hristov, N., Acin, V., Jockovic, B., Dencic, S., Geneticki dopirnos u prinosu zrnai agronomskim osobinama ozimog jecma tokom poslednjih 40 godina. Knjiga apst. 0-7. V Simp. sekcije za oplem. organiz. Kladovo, Srbija, 2016.
- Mirosavljević, Milan; Momčilović, Vojislava; Pržulj, Novo; Hristov, Nikola; Aćin, Vladimir; Čanak, Petar; Denčić, Srbislav (2016). „The variation of agronomic traits associated with breeding progress in winter barley cultivars”. Zemdirbyste-Agriculture. 103 (3): 267—272. doi:10.13080/z-a.2016.103.034.
- Maksimović, I., Putnik-Delić, M., Momčilović, V., Denčić, S., Kádár, I., Kastori, R., Accumulation of cadmium in the grain of different cultivars of wheat. Proc. 22nd Inter. Sym.on Analy. and Envir. Problems, 10 October 2016, Szeged, Hungary, 2016, 215-218.
- Kondić-Špika, A. Đ., Denčić, S.S., Mladenov, N.V., Trkulja, D.N., Mikić, S.Z., Hristov, N.S., Marjanović–Jeromela, A.M., Polymorphism of microsatellite loci in bread wheat (Triticum aestivum l.) and related species. Matica Srpska: Journal of Natural Sciences. 131 (2): 81—89. 2016. Недостаје или је празан параметар |title= (помоћ).

### 2017
- Kastori, R., Maksimović, I., Denčić, S., Kadar, I., Marina Putnik-Delić, M., Momčilović, V., Strontium accumulation in whole grain of Aegilops and Triticum species. J. Plant Nutrition and Soil Science 180, 2017, 212-219
- Mladenov, N., Denčić, S., Jevtić, R., Jerković, Z., Jocković, B., Mirosavljević, M., Aćin, V., Lalošević, M., Momčilović, V., Dražić, T., Kovačević, N., Gajičić, B., Štatkić, S., Potencijal za prinos i kvalitet NS sorti strnih žita. Zbor. Refer. 51. Savet. agr. i poljopr. Srbije, Zlatibor, 2017.
- Maksimović, I., Kastori, R., Momčilović, V., Denčić, S., Putnik-Delić, M., Daničić, M., The concentration ratio of alkaline earth elements calcium, barium and strontium in grains of diploid, tetraploid and hexaploid wheat, Matica Srpska: Journal of Natural Sciences 32(9-7), 2017, 87-100.
- Mirosavljević, M., Momčilović, V., Jocković, B., Mikić, S., Trkulja, D., Aćin, V., Pržulj, N., Denčić, S., Genotypic variation for NDVI and crop biomass at anthesis in six-rowed winter barley. Book of Abstract. COST WG1/EPPN2020 workshop: Current and future applications of phenotyping for plant breeding, Novi Sad, 29th-30th of September 2017. p. 27. (M34-0.5 p).
- Mirosavljević, M., Momčilović, V., Mikić, S., Trkulja, D., Denčić, S., Jocković, B., Aćin, V., Pržulj, N., Variation in grain filling of winter cereals in Pannonian Plain. Book of Abstract, 4th Conference of Cereal Biotechnology and Breeding, 6-9 November 2017, Budapest, Hungary, 2017, 87-88.[3]

## Признате сорте

### 2008
- U Mađarskoj: Srbislav Denčić, i Kobiljski, B. (2008). Rešenjem savez. Komisije za priznavanje sorti OMMI, Mađarske br. VII. Kotet 4026 priznata je sorta ozimog tritikalea „Odisej”.
- U Bosni i Hercegovini: Srbislav Denčić (2008). Rešenjem Ministarstva pololjoprivrede i vodoprivrede Bosne i Hercegovine Federacije Bosne i Hercegovine Br: UP-I-02-1-24-467/08 priznata je sorta jare pšenice „Nataša“.

### 2009
- Srbislav Denčić i Borislav Kobiljski, 2009: Rešenjem Minist. Poljo. šumar. i vodoprivrede Republike Srbije, br. 320-04-5019/2/2008-08, priznata je sorta ozime pšenice GORA.
- Srbislav Denčić i Borislav Kobiljski, 2009: Rešenjem savez. Komisije za priznavanje sorti OMMI, Mađarske VII. Kotet 040414, priznata je sorta ozime pšenice BAMBI.
- Srbislav Denčić i Borislav Kobiljski, 2009: Rešenjem Federalnog Ministarstva poljoprivrede, vodoprivrede i šumarstva. Bosna i Hercegovina, Federacija Bosne i Hercegovine Br. Reš. UP-I-02-1-24-1280/08 od 11.12. 2008. priznata je sorta ozime pšenice PANNONIA NS.
- Srbislav Denčić i Borislav Kobiljski, 2009: Rešenjem Ministarstva pololjoprivrede, šumarstva i vodnog gospodarstva, Republika Hrvatska, Klasa: UP/I 320-11/09-01/61. Ul. Br. 525-2-09-2 priznata je sorta ozime pšenice PJESMA.
- Srbislav Denčić i Borislav Kobiljski, 2009: Rešenjem Ministarstva agrarne politike Ukrajine, Služba za zaštitu prava na biljne sorte, Ukrajina, pod No. 08224 priznata je sorta ozime pšenice РОГНЕДА.
- Srbislav Denčić, 2009: Rešenjem Ministarstva agrarne politike Ukrajine, Služba za zaštitu prava na biljne sorte, Ukrajina, pod No. 08225 priznata je sorta ozime pšenice РУСИЯ.
- Srbislav Denčić i Borislav Kobiljski, 2009: Rešenjem Ministarstva agrarne politike Ukrajine, Služba za zaštitu prava na biljne sorte, Ukrajina, pod No. 08223 priznata je sorta ozime pšenice НС 124/01.
- Srbislav Denčić i Borislav Kobiljski 2009: Rešenjem Ministarstva agrarne politike Ukrajine, Služba za zaštitu prava na biljne sorte, Ukrajina, pod No. 08221 priznata je sorta ozime pšenice НС 40С/00.
- Srbislav Denčić i Borislav Kobiljski, 2009: Rešenjem Ministarstva agrarne politike Ukrajine, Služba za zaštitu prava na biljne sorte, Ukrajina, pod No. 08222 priznata je sorta ozime pšenice НС 100/01.

### 2010
- Denčić, S. i Kobiljski, B., 2010: Rešenjem Ministarstva poljoprivrede, šumarstva i vodoprivrede, Uprava za zaštitu bilja, Odsek za priznavanje sorti, Republika Srbija br. 320-04-07240/2/2008-08, priznata je sorta ozime pšenice  NS EMINA.
- Denčić, S. i Kobiljski, B., 2010: Rešenjem Ministarstva poljoprivrede, šumarstva i vodoprivrede, Uprava za zaštitu bilja, Odsek za priznavanje sorti, Republika Srbija br. 320-04-07239/2/2008-08, priznata je sorta ozime pšenice  NS AVANGARDA.
- Denčić, S. i Kobiljski, B., 2010: Rešenjem Ministarstva poljoprivrede, šumarstva i vodoprivrede, Uprava za zaštitu bilja, Odsek za priznavanje sorti, Republika Srbija br. 320-04-07236/2/2008-08, priznata je sorta ozime pšenice  NS ILINA.
- Denčić, S. i Kobiljski, B., 2010: Rešenjem Ministarstva poljoprivrede, šumarstva i vodoprivrede, Uprava za zaštitu bilja, Odsek za priznavanje sorti, Republika Srbija br. 320-04-07240/2/2008-08, priznata je sorta ozimog tritikalea  NS KARNAK.
- Kobiljski, B. i Denčić, S., 2010: Rešenjem Ministarstva poljoprivrede, šumarstva i vodoprivrede, Uprava za zaštitu bilja, Odsek za priznavanje sorti, Republika Srbija br. 320-04-07238/2/2008-08, priznata je sorta ozime pšenice  NS FUTURA.
- Kobiljski, B. i Denčić, S., 2010: Rešenjem Ministarstva poljoprivrede, šumarstva i vodoprivrede, Uprava za zaštitu bilja, Odsek za priznavanje sorti, Republika Srbija br. 320-04-07235/2/2008-08, priznata je sorta ozime pšenice  NS ENIGMA.
- Kobiljski, B i Denčić, S., 2010: Rešenjem Ministarstva poljoprivrede, šumarstva i vodoprivrede, Uprava za zaštitu bilja, Odsek za priznavanje sorti, Republika Srbija br. 320-04-07230/2/2008-08, priznata je sorta ozimog tritikalea NS PITOS.
- Rončević, P., Denčić, S. i Jevtić, R., 2010: Rešenjem Komisije Ruske federacije za ispitivanje i zaštitu selekcionih prava, pod brojem: 46310/9359635 priznata je jara sorta  NATAŠA.
- Denčić, S. i Kobiljski, B., 2010: Rešenjem Komisije Ruske federacije za ispitivanje i zaštitu selekcionih prava, pod brojem: 47154/9252157 priznata je ozima sorta pšenice  RAPSODIJA.
- Rončević, P., Denčić, S. i Jevtić, R., 2010: Rešenjem Ministarstva agrarne politike Ukrajine No 10353 priznata je sorta jare pšenice  NATAŠA.

### 2011
- Denčić, S., Kobiljski, B. (2011): Rešenjem Ministarstva poljoprivrede, šumarstva i vodoprivrede, Uprava za zaštitu bilja, Odsek za priznavanje sorti, Republika Srbija br. 320-04-08317/2/2009-11, priznata je sorta ozimog tritikalea NS TRIFUN.
- Denčić, S., Kobiljski, B. (2011): Rešenjem Fitosanitarne Uprave Republike Slovenije, Ministarstvo za kmetiljstvo, gozdarstvo in prehrano br: 3432-99/2007/11 priznata je ozima sorta pšenice NS METKA.
- Denčić, S., Kobiljski, B. (2011): Rešenjem Centra za poljoprivredu Mađarske br: VII Kotet 041141 piznata je sorta ozime pšenice ENA.

### 2013
- Srbislav Denčić i Kobiljski, B. (2013): Rešenjem Ministarstva poljoprivrede, šumarstva i vodoprivrede, Uprava za zaštitu bilja, Republika Srbija br. 320-04-01734/2011-11, rešenjem br. 119-01-44/2013-11 priznata je sorta ozime pšenice NS ČARNA.
- Srbislav Denčić i Kobiljski, B. (2013): Rešenjem Ministarstva poljoprivrede, šumarstva i vodoprivrede, Uprava za zaštitu bilja, Republika Srbija br. 320-04-01741/2011-11, rešenjem br. 119-01-44/2013-11 priznata je sorta ozimog tritikalea NS AVRAM.
- Srbislav Denčić i Kobiljski, B. (2013): Rešenjem Ministarstva poljoprivrede, šumarstva i vodoprivrede, Uprava za zaštitu bilja, Republika Srbija br. 320-04-01740/2010-11, rešenjem br. 119-01-44/2013-11, priznata je sorta ozime tvrde (durum) pšenice NS JASTREB.
- Kobiljski, B. i Srbislav Denčić (2013): Ministarstvo poljoprivrede, šumarstva i vodoprivrede, Uprava za zaštitu bilja, Republika Srbija br. 320-04-01734/2011-11, priznata je sorta ozime pšenice NS ASJA.
- Kobiljski, B. i Srbislav Denčić (2013): Ministarstvo poljoprivrede, šumarstva i vodoprivrede, Uprava za zaštitu bilja, Republika Srbija br. 320-04-01741/2011-11, rešenjem br. 119-01-44/2013-11, priznata je sorta ozimog tritikalea NS PAUN.
- Kobiljski, B. i Srbislav Denčić (2013): Ministarstvo poljoprivrede, šumarstva i vodoprivrede, Uprava za zaštitu bilja, Republika Srbija br. 320-04-01740/2010-11, rešenjem br. 119-01-44/2013-11 priznata je sorta ozime tvrde (durum) pšenice NS ŽAD.

### 2014
- Denčić, S i Kobiljski, B, 2014: Rešenjem Ministarstva poljoprivrede i zaštita životne sredine, Uprava za zaštitu bilja, Republika Srbija br. 320-04-0301/2012-11, rešenjem br. 119-01-5/2014-09 priznata je orta ozime pšenice NS NAFORA
- Denčić, S i Kobiljski, B, 2014: Rešenjem Ministarstva poljoprivrede i zaštita životne sredine, Uprava za zaštitu bilja, Republika Srbija br. 320-04-0303/2012-11, rešenjem br. 119-01-5/6/2014-09 priznata je orta ozime pšenice NS AZRA
- Kobiljski, B i Denčić, S. 2014: Rešenjem Ministarstva poljoprivrede i zaštita životne sredine, Uprava za zaštitu bilja, Republika Srbija br. 320-04-0304/2012-11, rešenjem br. 119-01-5/6/2014-09 priznata je orta ozime pšenice NS BREZA
- Kobiljski, B i Denčić, S. 2014: Rešenjem Ministarstva poljoprivrede i zaštita životne sredine, Uprava za zaštitu bilja, Republika Srbija br. 320-04-0300/2012-11, rešenjem br. 119-01-5/6/2014-09 priznata je orta ozime pšenice NS MAŠA
- Kobiljski, B i Denčić, S. 2014: Rešenjem Ministarstva poljoprivrede i zaštita životne sredine, Uprava za zaštitu bilja, Republika Srbija br. 320-04-0305/2012-11, rešenjem br. 119-01-5/6/2014-09 priznata je orta ozime pšenice NS BRAZDA

### 2016
- Denčić, S i Momčilović, V, 2016 Rešenjem Ministarstva poljoprivrede i zaštita životne sredine, Uprava za zaštitu bilja, Republika Srbija br. 320-04-03131/2014-11, rešenjem br. 119-01-51/8/2016-09 priznata je sorta ozime pšenice NS FRAJLA
- Denčić S i Momčilović, V, 2016 Rešenjem Ministarstva poljoprivrede i zaštita životne sredine, Uprava za zaštitu bilja, Republika Srbija br. 320-04-03132/2014-11, rešenjem br. 119-01-51/8/2016-09 priznata je sorta ozime pšenice NS EPOHA
- Denčić, S i Momčilović, V, 2016 Rešenjem Ministarstva poljoprivrede i zaštita životne sredine, Uprava za zaštitu bilja, Republika Srbija br. 320-04-03133/2014-11, rešenjem br. 119-01-51/8/2016-09 priznata je sorta ozime pšenice NS IGRA
- Denčić, S, 2016 Rešenjem Ministarstva poljoprivrede i zaštita životne sredine, Uprava za zaštitu bilja, Republika Srbija br. 320-04-03134/2014-11, rešenjem br. 119-01-51/8/2016-09 priznata je sorta ozime pšenice NS KLICA
- Denčić, S, 2016 Rešenjem Ministarstva poljoprivrede i zaštita životne sredine, Uprava za zaštitu bilja, Republika Srbija br. 320-04-03117/2014-11, rešenjem br. 119-01-51/8/2016-09 priznata je orta ozime pšenice NS GRIVNA
- Denčić, S, 2016 Rešenjem Ministarstva poljoprivrede i zaštita životne sredine, Uprava za zaštitu bilja, Republika Srbija br. 320-04-03118/2014-11, rešenjem br. 119-01-51/8/2016-09 priznata je orta ozime pšenice NS TAJNA

### 2017
- Denčić, S i Momčilović, V, 2017 Rešenjem Ministarstva poljoprivrede šumarstva i vodoprivrede, Uprava za zaštitu bilja, Republika Srbija br. 320-04-06998/2015-11, rešenjem br. 119-01-5/2/2017-09 priznata je sorta ozime pšenice NS ŽITIJA
- Denčić, S i Momčilović, V, 2017 Rešenjem Ministarstva poljoprivrede šumarstva i vodoprivrede, Uprava za zaštitu bilja, Republika Srbija br. 320-04-07001/2015-11, rešenjem br. 119-01-5/2/2017-09 priznata je sorta ozime pšenice NS RIZNICA
- Denčić, S i Momčilović, V, 2017 Rešenjem Ministarstva poljoprivrede šumarstva i vodoprivrede, Uprava za zaštitu bilja, Republika Srbija br. 320-04-07000/2015-11, rešenjem br. 119-01-5/2/2017-09 priznata je sorta ozime pšenice NS MITRA
- Mirosavljević, M., Momčilović, V., Hristov, N., Denčić, S., Mladenov, N., Jevtić, R, 2017 Rešenjem Ministarstva poljoprivrede i zaštite životne sredine, Odeljenja za priznavanje i zaštitu sorti poljoprivrednog bilja Br. 320-04-07006/2/2015-11 od 10.10.2017 priznata je sorta ozimog višeredog ječma NS IZDAN
- Mirosavljević, M., Momčilović, V., Hristov, N., Denčić, S., Mladenov, N., Jevtić, R, 2017 Rešenjem Ministarstva poljoprivrede i zaštite životne sredine, Odeljenja za priznavanje i zaštitu sorti poljoprivrednog bilja Br. 320-04-07007/2/2015-11 od 10.10.2017 priznata je sorta ozimog višeredog ječma NS PARIP
- Srbislav Denčić, 2017 Rešenjem Ministarstva agrarne politike Ukrajine, Služba za zaštitu prava na biljne sorte, Ukrajina, pod No. 170934 priznata je sorta ozime pšenice НС FUTURA.[3]

## Награде
- Октобарска награда града Новог Сада у 2000. години.